# Anti-antifa
« Anti-antifa » est un terme défini par l'extrême droite pour désigner tout groupe décidé à s'opposer aux associations antifascistes.

## Histoire

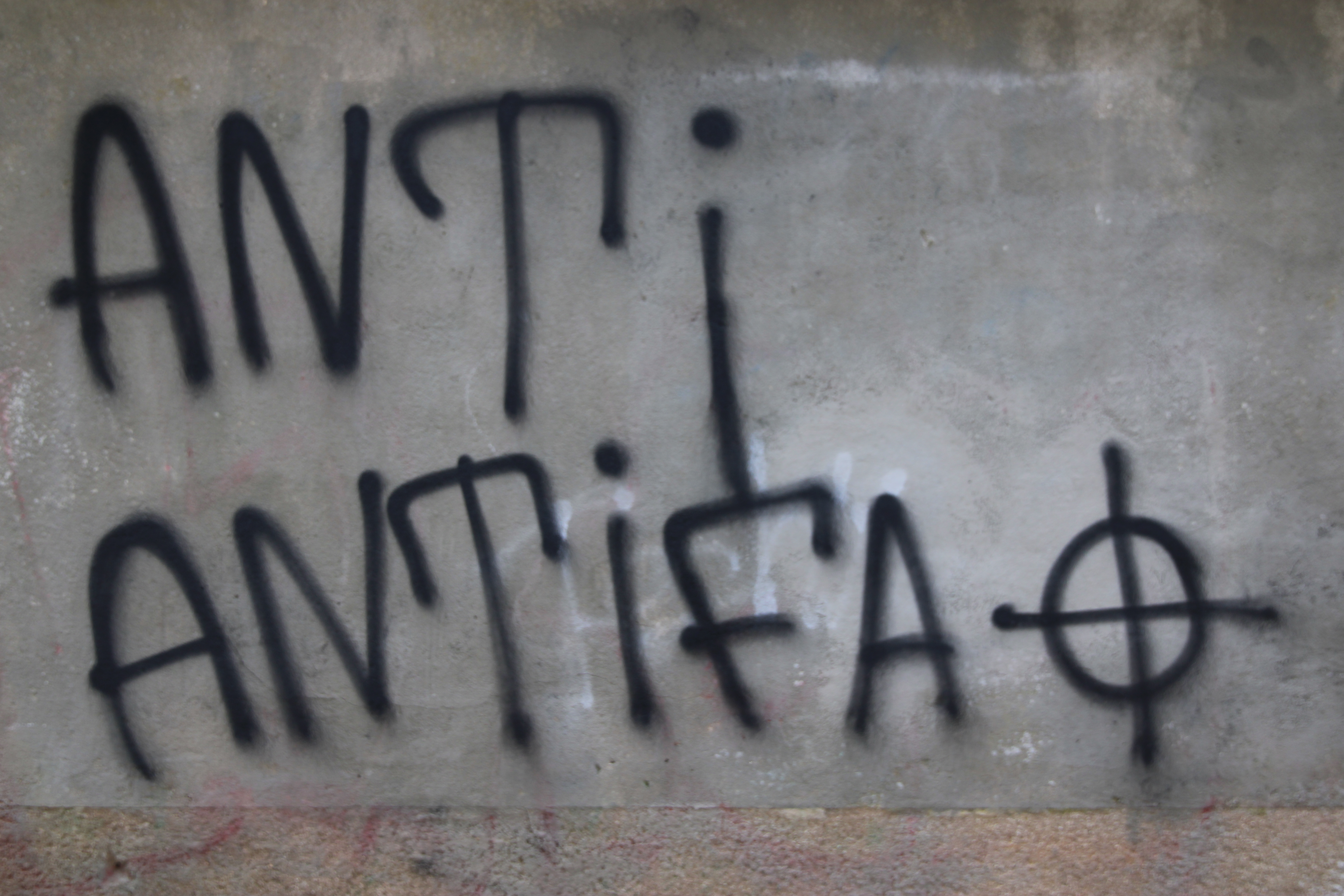
Tag Anti-antifa et croix celtique à Fontainebleau, en France.

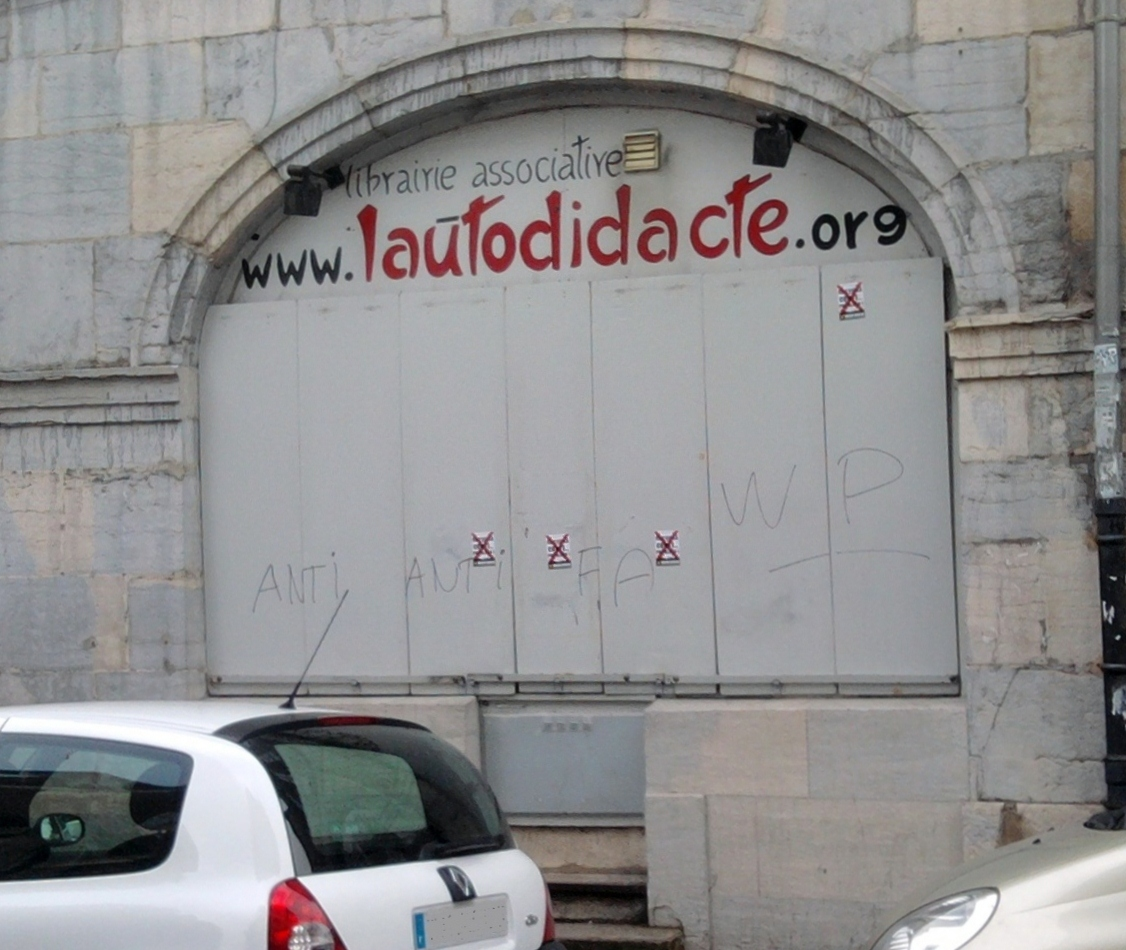
Tags Anti anti fa et WP (White Power) à Besançon, en France, signés du Front comtois.

Selon l'Anti-Defamation League, le terme « anti-antifa » s'inscrit dans la lignée de l’opposition frontale que mènent les suprémacistes blancs contre la gauche politique, que ce soit le courant dominant ou l’extrême gauche. Au cours des années 1990 et 2000, le terme côtoie l’imagerie anti-SHARP — un mouvement skinhead antifasciste et antiraciste —, faite du logo du SHARP entourée par un cercle barré ou dans le viseur d'une arme à feu. Ces images sont reprises pour la symbolique « anti-antifa », qui promeut souvent, de façon implicite ou explicite, la violence contre les militants de gauche.
Le mouvement « anti-antifa », apparu en Europe dans les années 1980, est connu pour ses listes noires (fichage des antifascistes) comme Redwatch en Angleterre, voire ses actions violentes[réf. nécessaire]. Le terme est crédité en 1972 dans le magazine d'extrême droite Nation Europa dans l'article Plädoyer für einen Anti-Antifaschismus de Hans Georg von Schirp. Le concept d'anti-antifa est plus tard repris en 1992 par le néonazi hambourgeois Christian Worch.
La mouvance « anti-antifa », mouvance d'extrême droite liés aux nationalistes et néonazis se donne le but d'attaquer, de traquer et de ficher tous les militants d'extrême gauche dit « antifas ». Les mouvements traditionnellement liés à la mouvance dite « anti-antifasciste » sont les « naziskins », la mouvance identitaire, la scène National Socialist Black Metal, la scène Punk NS, les ultras et hooligans d'extrême droite et la mouvance National-révolutionnaire.
L'organisation européenne antiraciste United for Intercultural Action a édité une brochure mettant en garde les associations antiracistes contre les groupuscules « anti-antifa » à la suite de l'envoi de lettres piégées par des néo-nazis en Autriche. D'après l'association RésistanceS, il existe en Belgique un site web anti-antifa dont le propriétaire est Hervé Van Laethem, président du mouvement Nation.